# Салишские языки

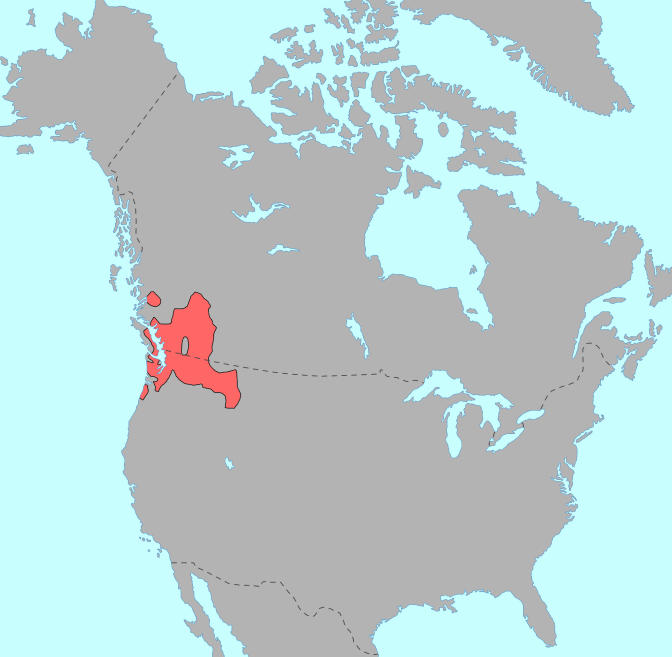
Распространение салишских языков к приходу европейцев

Салишские языки (селишские, сэлиш) — семья индейских языков Северной Америки. Включают 23—24 языка, представленных на северо-западе США и юго-западе Канады. Все они в настоящее время являются вымершими или находятся на грани исчезновения.
Отличаются распространённостью слоговых согласных: так, например, слово из языка нухалк clhp’xwlhtlhplhhskwts’о файле не имеет гласных и означает «у него во владении был дёрен канадский».

## Внутренняя классификация
Делятся на 5 ветвей, из которых 2 включают по одному языку:
- нухалк (беллакула) — 20
- центрально-салишская ветвь:
  - халкомелем — 285
  - нуксак (нуцак) †
  - скомиш — 7
  - группа твана †: северный лушуцид (вкл. скагит, снохомиш), южный лушуцид, твана
  - стрейтс: — 20 клаллам (язык), северный стрейтс
  - северная группа: комокс — 400, пентлач, сешельт — 10-40
- внутренне-салишская ветвь:
  - северная группа: лиллуэт — 200, томпсон — 400—720, шусвап (шушвап) — 500—600
  - южная группа: калиспел — 4 (США 2000), кёр-д’ален — 75 (США 2000), колумбийский венатчи (венатчи, ченаль) — 75 (США 2000), оканаган (язык) — 400—500
- тилламук
- цамосская ветвь: верхний чехалис, нижний чехалис, коулитц, квинолт (кино)

## Внешние связи

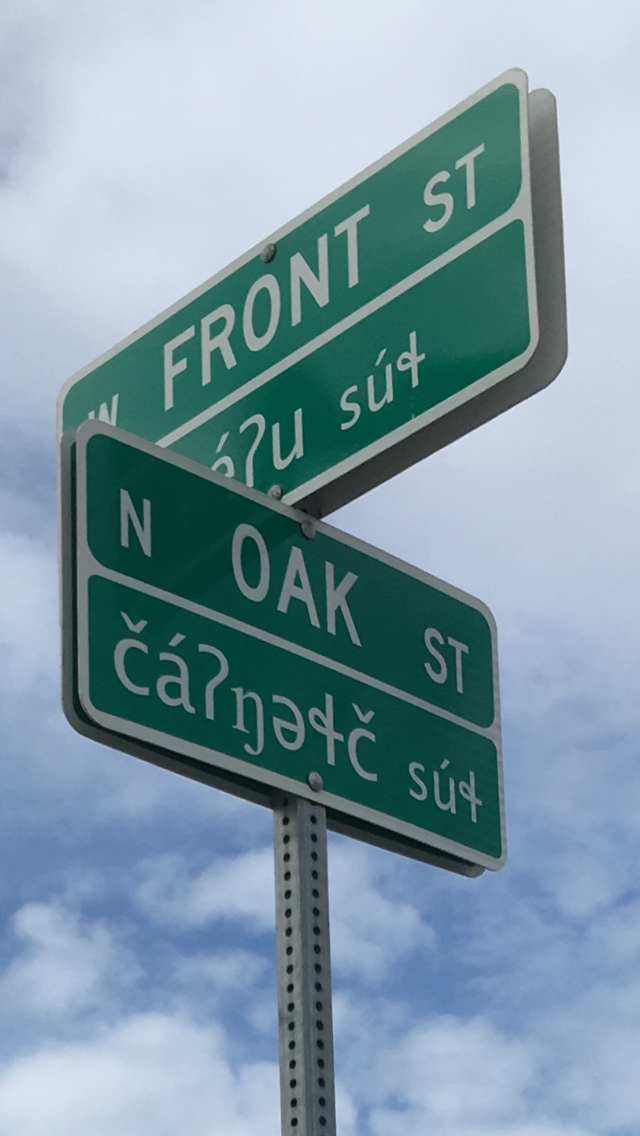
Знаки на одном из салишских языков

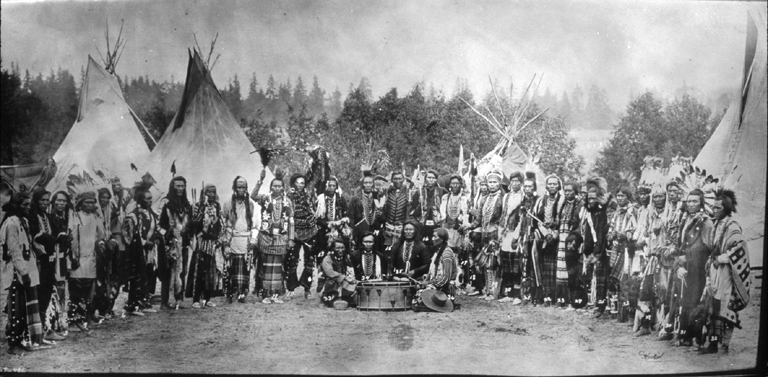
Салиши (1903)

В настоящее время не доказано родство салишских языков ни с какой другой семьёй. Наиболее вероятным считается отдалённое родство с изолированным языком кутенай. Эдвард Сепир в своё время предположил родство салишских языков с вакашскими и чимакумскими в составе гипотетической мосанской макросемьи, которая, в свою очередь, вместе с языком кутенай и алгскими языками должна была образовывать алмосанскую макрорсемью, однако в настоящее время эти связи обычно отвергаются.
Салишские языки, особенно чехалисские, внесли значительный вклад в лексику чинукского пиджина.